# بيلي كامبل
بيلي كامبل (بالإنجليزية: Billy Campbell)‏ (و. 1959 – م) هو ممثل، وممثل أفلام، وممثل تلفزيوني من الولايات المتحدة الأمريكية . ولد في شارلوتسفيل، فيرجينيا .

## روابط خارجية
- بيلي كامبل على موقع IMDb (الإنجليزية)
- بيلي كامبل على موقع ألو سيني (الفرنسية)
- بيلي كامبل على موقع أول موفي (الإنجليزية)
- بيلي كامبل على موقع قاعدة بيانات الأفلام السويدية (السويدية)
- بيلي كامبل على موقع إن إن دي بي (الإنجليزية)
- بيلي كامبل على موقع قاعدة بيانات الفيلم (الإنجليزية)
- بيلي كامبل على موقع كينوبويسك (الروسية)